# Michael Olsson
Pour les articles homonymes, voir Olsson.
Michael Einar Olsson, né le 4 mars 1986 à Ucklum, est un coureur cycliste suédois.

## Palmarès et classements

### Palmarès sur route
- 2010
  - 2e de l'Univest Grand Prix
  - 3e du championnat de Suède sur route
- 2012
  - 1re étape du Tour de Normandie (contre-la-montre)
  - 2e de la Scandinavian Race Uppsala
- 2013
  -  Champion de Suède sur route
  - 2e du Ringerike Grand Prix
- 2014
  -  Champion de Suède sur route
  - 3e de l'Östgötaloppet
  - 3e de l'Hadeland GP
- 2015
  - 3e du Tour des Fjords

### Classements mondiaux
| Année            | 2010 | 2011 | 2012 | 2013 | 2014 | 2015 | 2016 | 2017   | 2018 | 2019   |
| ---------------- | ---- | ---- | ---- | ---- | ---- | ---- | ---- | ------ | ---- | ------ |
| UCI America Tour | 89e  |      |      |      |      |      |      |        |      |        |
| UCI Europe Tour  | 633e | 570e | 226e | 144e | 130e | 282e |      | 1 841e |      | 1 030e |

## Palmarès en VTT

### Championnats nationaux
- 2016
  - 2e du championnat de Suède de cross-country marathon
  - 3e du championnat de Suède de cross-country
- 2017
  - 3e du championnat de Suède de cross-country
- 2018
  - 3e du championnat de Suède de cross-country
- 2019
  - 2e du championnat de Suède de cross-country
- 2020
  - 3e du championnat de Suède de cross-country
- 2021
  - 3e du championnat de Suède de cross-country